# Irina Kastrinidis

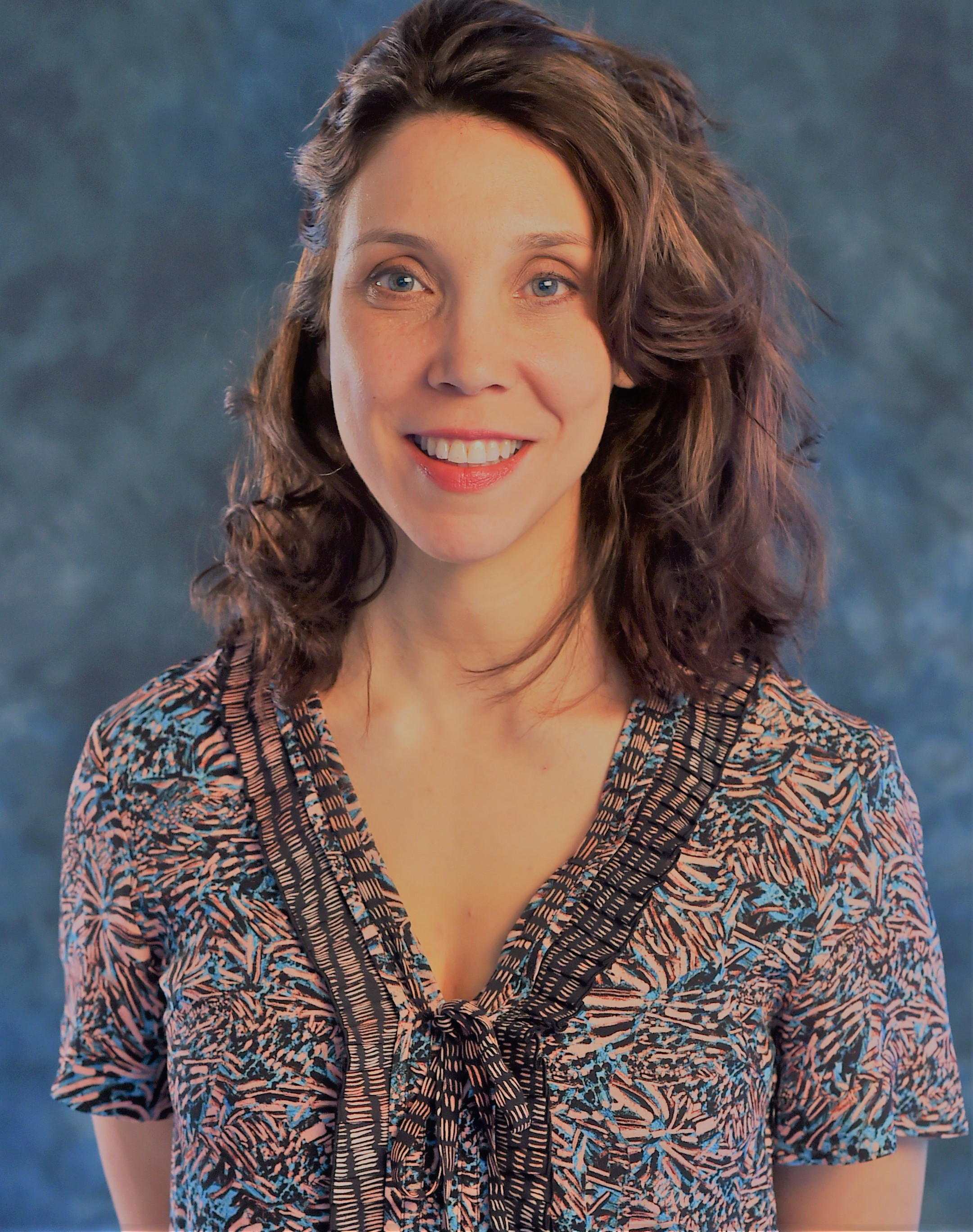
Irina Kastrinidis (2017)

Irina Kastrinidis (* 1978 in Zürich) ist eine schweizerisch-österreichische Schauspielerin und Dramatikerin mit griechischen Wurzeln väterlicherseits.

## Leben
Kastrinidis absolvierte von 1996 bis 2000 an der Hochschule für Musik und Theater in Bern ein Schauspielstudium. Im Anschluss hatte sie ihr erstes Festengagement am Staatstheater Braunschweig.
Sie war ab 2004 mehrere Jahre Teil des Ensembles der Berliner Volksbühne unter Frank Castorf. Dort übernahm sie Haupt- und Nebenrollen in Castorfs Inszenierungen.
2018 war Kastrinidis als Dozentin an der ZHdK (Zürcher Hochschule der Künste) im Bereich Darstellende Künste tätig.
2022 wurde Kastrinidis erstes selbst verfasstes Stück "Schwarzes Meer" von Castorf am Landestheater Niederösterreich uraufgeführt mit Julia Kreusch in der Hauptrolle. Das Stück behandelt die Verfolgung der Pontosgriechen in den 1920er Jahren im Griechisch-Türkischen Krieg und ist als Monolog durch die Augen einer griechischen Frau inszeniert. In dem Stück verbindet Kastrinidis die jüngere Geschichte mit mythologischen Inhalten und Popkultur.

Seit 2024 Arbeit Irina Kastrinidis als Songfighter und Sängerin zusammen mit dem griechischen Musiker und Komponisten George Theodorakis zusammen.

## Inszenierungen (Auswahl)

### Als Schauspielerin
- 2003: "Picassos Frauen", Stadttheater Passau, Regie: Barbara Geiger (Rolle: Dora Maar)[14]
- 2004: "Die Schneekönigin", Berliner Volksbühne, Regie: Frank Castorf (Rolle: Räubermädchen)[5]
- 2005: "Schuld und Sühne", Berliner Volksbühne, Regie: Frank Castorf (Rolle: Vermieterin)[6]
- 2006: "Im Dickicht der Städte", Berliner Volksbühne, Regie: Frank Castorf (Rolle: Jane)[7]
- 2007: "Norden", Berliner Volksbühne, Regie: Frank Castorf[8]
- 2007: "Der Selbstmörder", Berliner Volksbühne, Regie: Dimiter Gotscheff[15]
- 2012: "Der Geizige", Berliner Volksbühne, Regie: Frank Castorf (Rolle: Mariane)[16]
- 2013: "Wilhelm Tell", Schauspielhaus Zürich, Regie: Dušan David Pařízek (Rolle: Hedwig)[17]
- 2019: "Justiz", Schauspielhaus Zürich, Regie: Frank Castorf (Rolle: Helene Kohler)[3]

#### Film
- 2006: Schwarze Schafe, Episodenfilm, Regie: Oliver Rihs (Rolle: Natascha)[18]
- 2012: Bella Australia, Fernsehen, Regie: Vivian Naefe (Rolle: Maike)
- 2023: The Palace, Kino, Regie: Roman Polanski (Rolle: Dubravka)

### Als Dramatikerin
- 2022: "Schwarzes Meer", Landestheater Niederösterreich, Regie: Frank Castorf[10]